# Rajasingha II.

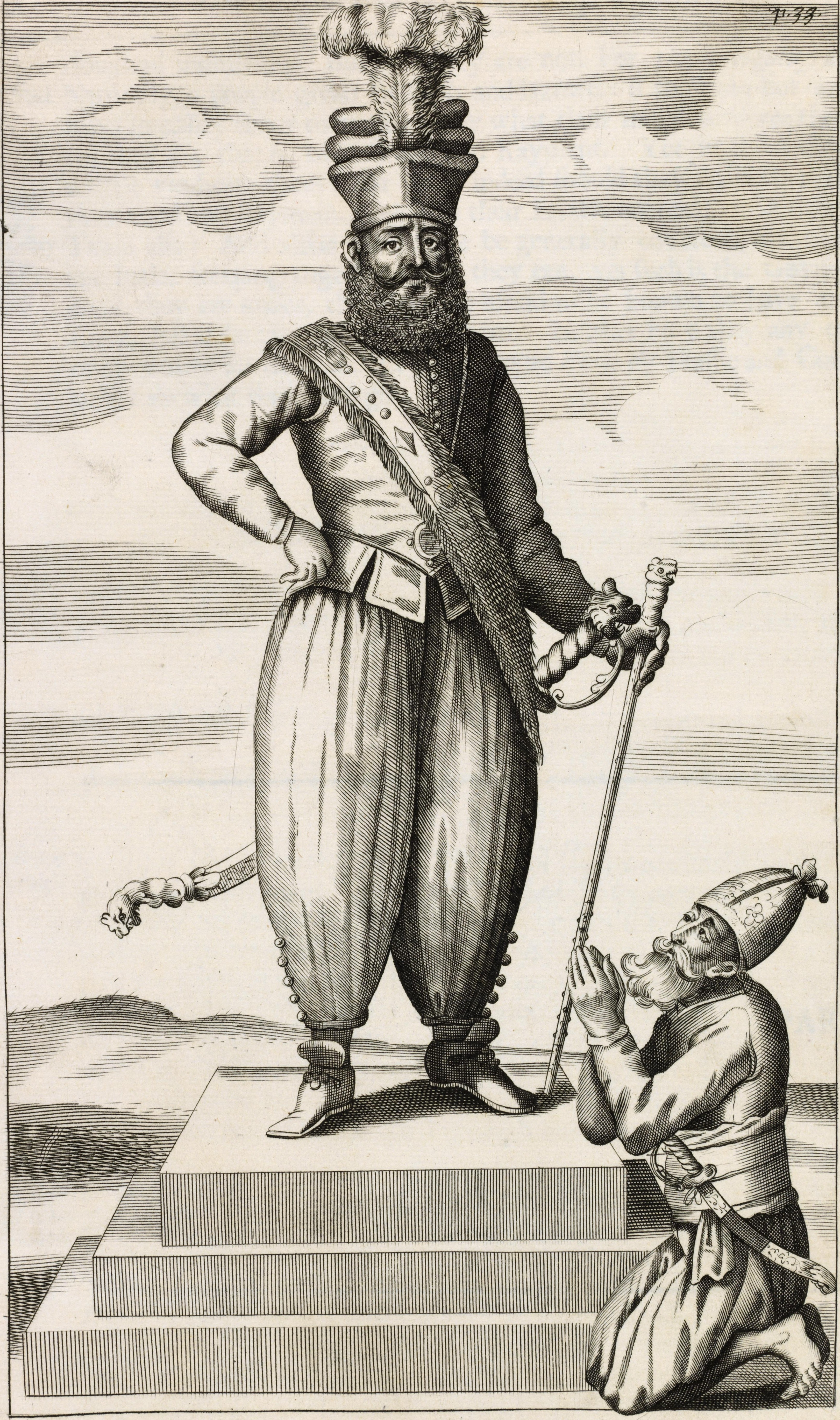
Rajasingha II. aus
A Historical Relation of the Island Ceylon
von Robert Knox (1693)

Rajasingha II. (auch: Rajasimha II. oder Rajasinha II.; vor der Krönung: Prinz Mahastana; * 1608 auf Ceylon; † 25. November 1687) war der dritte König der Dinajaradynastie des singhalesischen Königreichs Kandy und regierte zwischen 1635 und seinem Tod 1687. Er unterstützte die Niederländische Ostindien-Kompanie (VOC) bei der Vertreibung der Portugiesen von Ceylon (dem heutigen Sri Lanka), leitete aber damit die niederländische Vorherrschaft über die Insel ein, die Rajasingha II. ebenfalls versuchte militärisch abzuwenden.

## Geburt und Jugend
Als Prinz Mahastana wurde Rajasingha II. als Sohn von König Senarat (Senarath) und Dona Catherina von Kandy geboren. Hauptstadt von Kandy war Senkadagala (heute Kandy) in den Bergen von Ceylon. Die Portugiesen hatten in dieser Zeit die Kontrolle über die Küste sowie den Außenhandel Ceylons errungen. Kandy war das letzte unabhängige Reich der Insel und ständig im Kriegszustand mit der Kolonialmacht. Der kurzzeitige Erfolg des Reiches Sitawaka hundert Jahre zuvor hatte die Hoffnung unter den Singhalesen geweckt, dass man die Portugiesen vertreiben könne.
Bereits in jungen Jahren beteiligte sich der Prinz an den Kämpfen. In der Schlacht von Randeniwela am 25. August 1630 nahm er an Seiten seines Vaters und seines Bruders Vijayapala teil. Im Laufe der Schlacht wechselten die Lascarins (einheimische Hilfstruppen der Portugiesen) plötzlich die Seiten. Generalkapitän Constantino de Sá de Noronha und viele andere Portugiesen kamen ums Leben.
1635 folgte er als Rajasingha II. seinem Vater auf den Thron.

## Ankunft der Niederländer

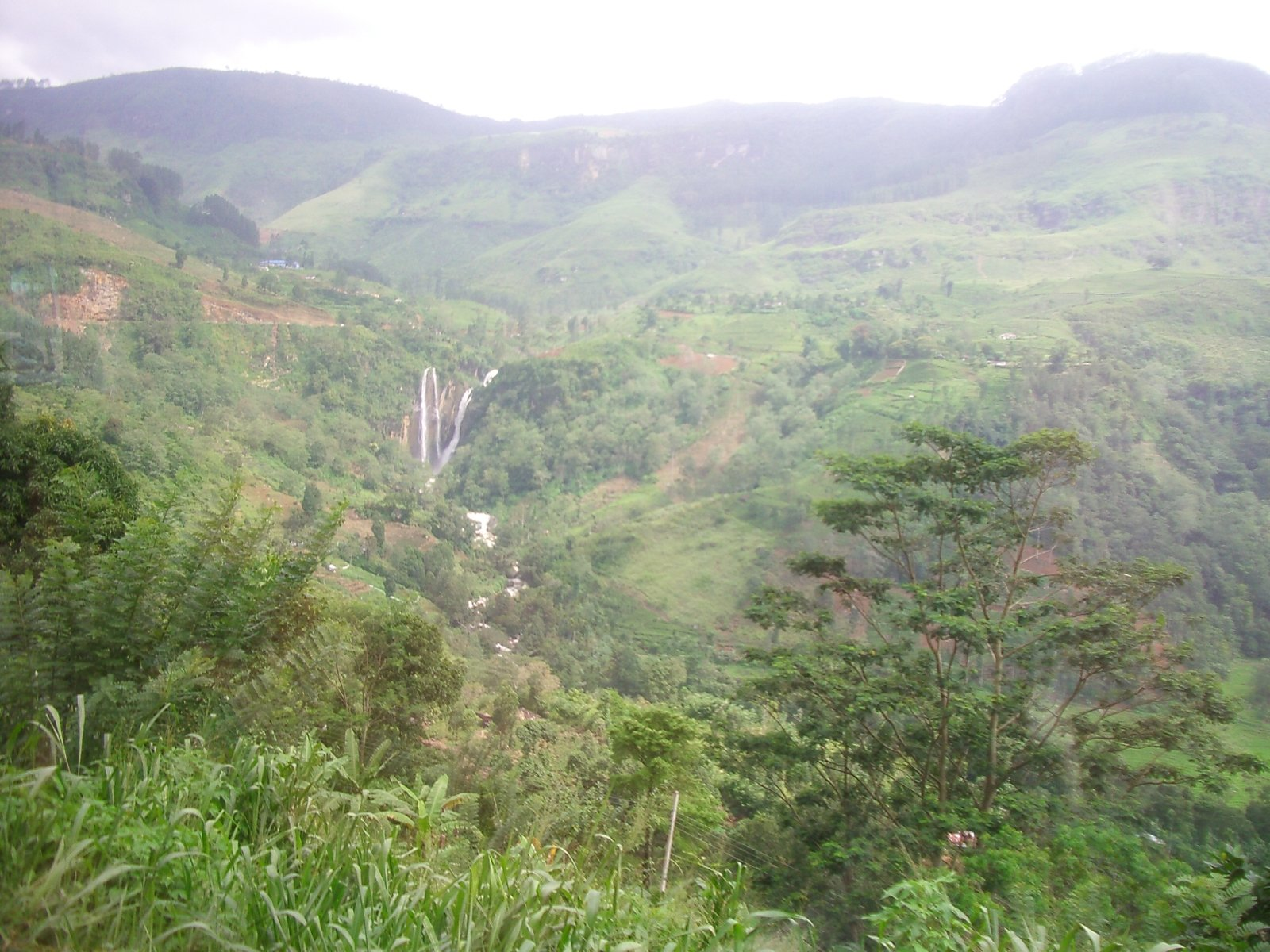
Landschaft in der Region von Kandy, heute in der Zentralprovinz Sri Lankas

Bereits 1602 hatte der Niederländer Joris van Spilbergen Kontakt mit Kandy aufgenommen und 1612 schloss König Senarat einen Vertrag mit dem VOC, der aber ohne größere Auswirkungen blieb. Um die Zeit der Krönung von Rajasingha II. hatten die Niederländer sich in Batavia (heute die indonesische Hauptstadt Jakarta) etabliert und nahmen in Westindien die portugiesische Stadt Goa unter Seeblockade.
Am 28. März 1638 führte Rajasingha II. seine Truppen in der Schlacht von Gannoruwa erneut gegen die Portugiesen. Diese hatten unter Generalkapitän Diogo de Melo de Castro zuvor Kandys Hauptstadt niedergebrannt, als sie auf dem Rückzug eingekesselt wurden. Nur 33 Portugiesen überlebten die Schlacht. Danach sandte Rajasingha II. ein Hilfsgesuch an die Niederländer. Am 23. Mai 1638 wurde zwischen Kandy und dem VOC ein weitreichender Militär- und Handelsvertrag unterzeichnet. Auch wenn die Verbündeten den Portugiesen Territorien abnehmen konnten, blieb die Allianz bei der Bevölkerung Kandys unpopulär.
Zwischen Kandy und dem VOC kam es zu Spannungen. Batticaloa war ursprünglich ein Hafen Kandys, bevor er an das Königreich Jaffna verloren ging, die ihn später wiederum an die Portugiesen abgeben mussten. Rajasingha II. forderte nun Batticaloa von den Niederländern zurück, diese verlangten aber im Gegenzug einen finanziellen Ausgleich für den Aufwand im Krieg gegen Portugal. Rajasingha II. musste einsehen, dass die Allianz mit den Niederländern zu wichtig war, um einfach aufgekündigt zu werden und unterstützte sie daher weiterhin, so bei der Eroberung von Galle am 13. März 1640, das der VOC zu seiner kolonialen Hauptstadt machte. Das Einflussgebiet der Portugiesen beschränkte sich nun weitgehend auf die westliche Küste Ceylons.
Nachdem sich Portugal aus der Personalunion mit Spanien befreit hatte, herrschte ab 1641 zunächst Waffenstillstand zwischen Portugal und den Niederlanden, auch auf Ceylon. Da Rajasingha II. fürchtete, die beiden europäischen Großmächte würden sich nun die Insel untereinander aufteilen, zerbrach die Allianz mit der VOC. Bis 1649 betrieb der König im Osten Ceylons eine Politik der verbrannten Erde. Für eine Eroberung niederländischen Territoriums war das Königreich zu schwach. So wurden in den Regionen Felder niedergebrannt und Dörfer entvölkert, was die Niederländer letztlich an den Verhandlungstisch zwang. 1649 wurde die Allianz zwischen Kandy und der VOC erneuert.

## Späte Regentschaft

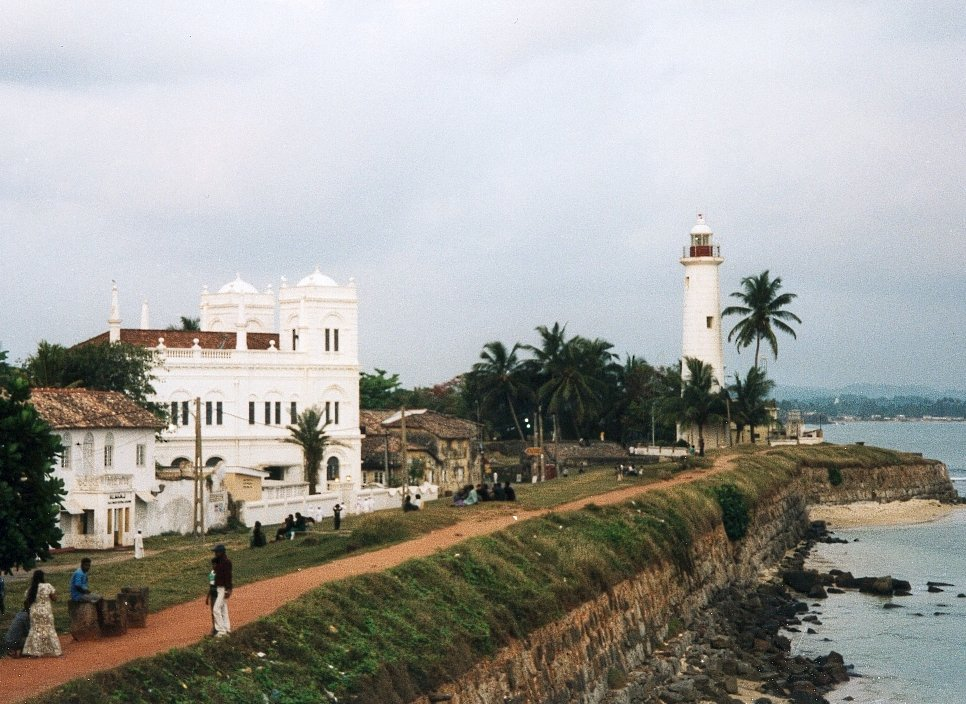
Das Fort von Galle im Süden Ceylons

Zunächst blieb das wiederbelebte Bündnis folgenlos. Die Niederlande hatten durch den Frieden von Münster ihre Unabhängigkeit erlangt und es fehlte ihnen an Geld für teure Schlachten in Übersee und auch Kandy war durch den dauerhaften Kriegszustand ausgeblutet und innerlich instabil. Zudem hatte Kandy immer noch keine Häfen erhalten, um eigenständig am lukrativen Außenhandel teilzunehmen. Erst im Oktober 1652 entsandte der niederländische Kommandant von Galle Boten zu den Portugiesen in Colombo und ließ dem Generalkapitän Emanuel Mascarenhas Homem ausrichten, dass die Schonzeit nun um sei und man die Feindlichkeiten wiederaufnehmen würde. Ein böses Erwachen für die Portugiesen, denn sie hatten die Zeit nicht genutzt und sogar ihre Positionen in der Kolonie geschwächt. Die lokale Bevölkerung war darüber so erbost, dass sie unter dem Kriegsheld unter Gaspar de Figueira de Serpa Homem als Generalkapitän absetzten.
Kandy und der VOC begannen einen brutalen Krieg gegen die Portugiesen an der Küste, wofür Rajasingha II. allerdings Unterstützung von Patabanda, dem Unterkönig von Koggala anfordern musste. Ein Zeichen dafür wie schwach die Zentralregierung Kandys geworden war. Kandy war relativ erfolgreich im Landesinneren, so in Korales und Sabaragamuwa, wenn auch nur dank der Unterstützung durch die Niederländer. Doch 1655 ging Gaspar de Figueira de Serpa, nun Capitão-Major zum Gegenangriff über. Figueira besiegte mit der portugiesischen Garnison von Colombo und einigen Lascarins die Armee von Kandy in Malwana und Kananapella. Am 30. Januar erhielten die Portugiesen weitere Verstärkung und Figueira stieß mit seiner Truppe in das Landesinnere vor und überraschte im Februar das Heer von Kandy in ihrem Lager in Arambepola. Dieses floh in die Hügel oberhalb des Balane-Passes. Die Portugiesen zogen weiter ins Landesinnere und stieß am 12. April auf die Streitmacht Kandys, die zurückgeschlagen wurde. Rajasingha II. entschied sich zur Flucht, nur sein niederländischer Leibwächter blieb mit einer Einheit zurück, um den Rückzug des Königs zu decken. Je nach Quellen wurden zwischen 300 und 16.000 Soldaten Kandys getötet oder gefangen genommen. Es sollte aber der letzte Sieg der Portugiesen gegen eine singhalesische Streitmacht gewesen sein.

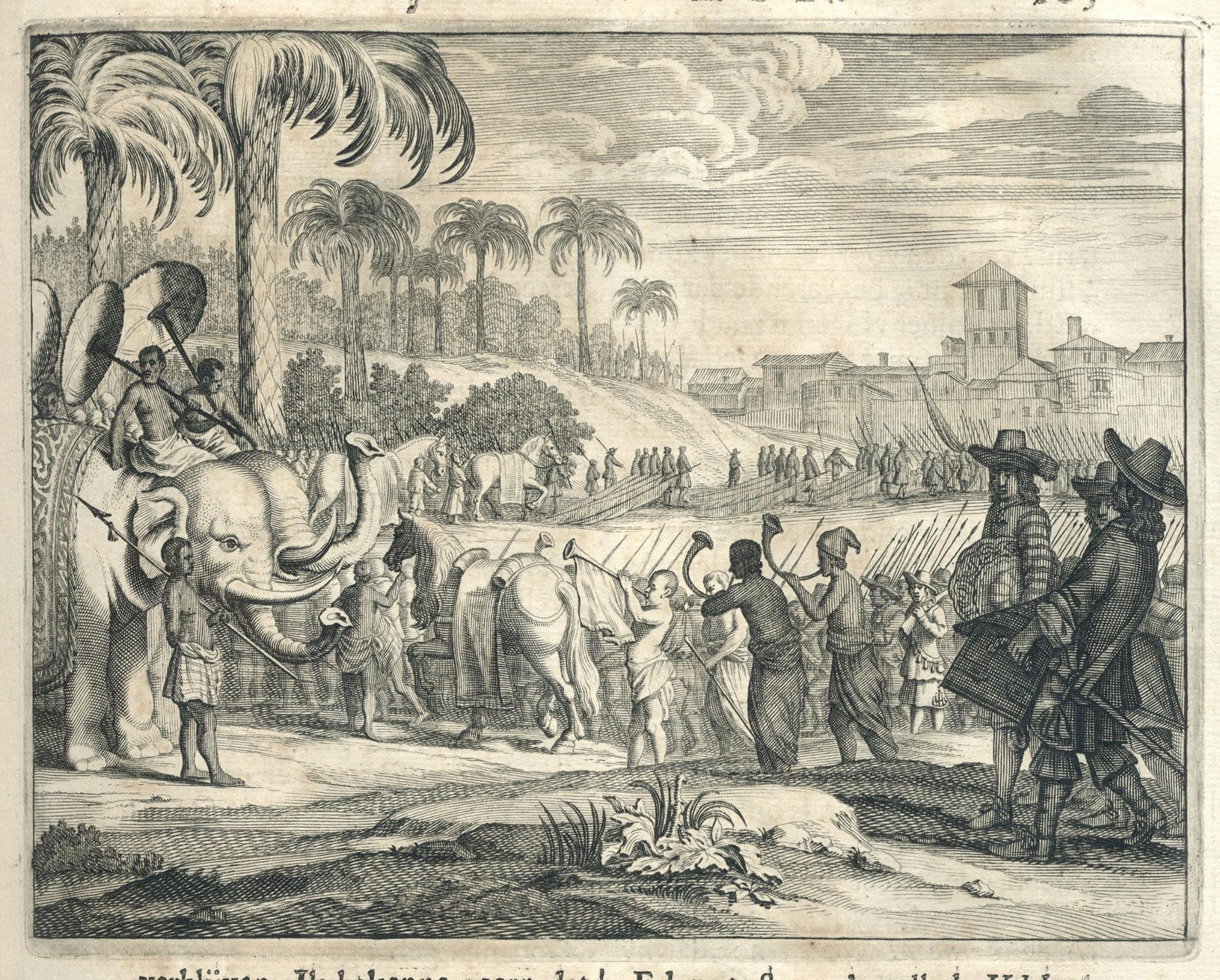
General Hulft trifft am Hof von Rajasingha II. ein (1655)

1655 erreichte unter General Gerard Pietersz Hulft eine große niederländische Streitmacht Ceylon. Negombo und Kalutara wurden erobert und am 12. November begann die Belagerung Colombos. Als die portugiesische Kolonialhauptstadt sieben Monate später fiel, verlangte Rajasingha II. die Herrschaft über sie, doch die Niederländer verweigerten auch dies. General Hulft, mit dem Rajasingha II. sich gut verstand, war bei der Belagerung gefallen. Mit dessen Nachfolger Adriaan van der Meyden hatte der König seine Probleme. Der König misstraute ihm und als dieser bemerkte, dass die Niederländer die Kontrolle über Colombo nicht abgeben werden, stoppte er alle Lebensmittellieferungen an sie. Im November schickte van der Meyden eine kleine Truppe zum Lager des Königs in Raygamwatte, doch dieser floh in die Berge, bevor die Niederländer dort ankamen. Letztendlich hatte der König nur erreicht, dass die eine Kolonialmacht durch eine andere ausgetauscht wurde, was mit der Redewendung „miris deela Inguru gatta wage“ (deutsch Ingwer im Austausch mit Chili bekommen) seine Umschreibung fand. Am 23. Juni 1658 fiel mit Jaffna die letzte portugiesische Stadt auf Ceylon den Niederländern in die Hände.
Rajasingha II. führte nun dieselbe Taktik gegen die Niederländer, wie zuvor gegen die Portugiesen und beschränkte sich auf regelmäßigen Überfälle. 1660 nahmen Soldaten Kandys nahe dem niederländischen Trincomalee den Briten Robert Knox gefangen. Er lebte bis 1679 in Kandy und wurde ein wichtiger Chronist des Reiches im 17. Jahrhundert.
In Kandy destabilisierte sich die Lage. Unzufriedene Adlige und das Volk, die sich schon immer gegen eine Allianz mit den Niederländern ausgesprochen hatten, begehrten auf. Rajasingha II. musste den Rebellen sogar seinen Palast und die Hauptstadt überlassen. 1664 wurde der Anführer der Rebellion, der Adlige Ambanwela Rala gefangen genommen. Vor Zorn fiel Rajasingha II. keine geeignete Strafe für den Verräter ein und so schickte er ihn zu den Niederländern, im Glauben sie würden Ambanwela Rala für ihn hinrichten. Doch stattdessen gaben die Niederländer Ambanwela Rala im Gegenzug für Informationen über Kandy eine große Kokosnussplantage im niederländischen Herrschaftsgebiet. Er starb im hohen Alter als reicher Mann.
König Rajasingha II. konnte seine Herrschaft halten. Er starb 1687 Sein Nachfolger auf dem Thron wurde Vimaladharmasurya II.